# Sébécourt
Sébécourt település Franciaországban, Eure megyében. Lakosainak száma 462 fő (2022. január 1.).

## Népesség
A település népessége az elmúlt években az alábbi módon változott:
| Lakosok száma | 224  | 219  | 273  | 340  | 463  | 478  | 477  | 470  | 465  | 462  |
|               | 1968 | 1982 | 1990 | 2006 | 2013 | 2015 | 2017 | 2019 | 2020 | 2022 |